# Londinium
Londinium, nazývané také jako římský Londýn, bylo hlavním městem římské Británie. Většina historiků se domnívá, že město bylo založeno krátce po Claudiově invazi do Británie, na místě dnešní čtvrti City kolem let 47–50. Někteří historikové hájí starší názor, že město vzniklo k obraně před touto invazí v roce 43. Nejstarší bezpečně datovanou stavbou je dřevěný odtok z roku 47. Nacházel se u klíčového brodu na řece Temži, který proměnil město v silniční uzel a hlavní přístav (který byl postaven mezi lety 49 a 52). Rané Londinium zabíralo relativně malou plochu 1,4 kilometru čtverečního, což je zhruba polovina rozlohy dnešní City. V roce 60 nebo 61 donutilo povstání Icenů pod vedením jejich královny Boudiccy římské vojsko osadu opustit, ta byla poté srovnána se zemí.
Po porážce Boudiccy římským guvernérem Gaiem Suetoniem Paulinem byl v místě obnoven vojenský tábor a město bylo v průběhu přibližně deseti let znovu postupně vybudováno. Ke konci 1. století se Londinium rychle rozšířilo a stalo se největším městem Británie. Bylo vybaveno velkými veřejnými budovami, mělo své fórum i svůj amfiteátr. Ve 2. století se populace Londinia zvýšila na 30 000 až 60 000 lidí. Téměř jistě nahradilo Camulodunum (Colchester) jako hlavní město provincie. V roce 122 město navštívil římský císař Hadrianus. V polovině 2. století bylo Londinium na svém vrcholu. Jeho bazilika byla jednou z největších staveb na sever od Alp. Vykopávky objevily důkazy o velkém požáru, který někdy v polovině 2. století zničil velkou část města, ale bylo znovu vybudováno. Přesto se zdá, že ve druhé polovině 2. století bylo Londinium menší jak co do velikosti, tak co do počtu obyvatel.
Ačkoli zůstalo důležitým po zbytek římského období, zůstala jeho populace stabilní. Mezi lety 190 a 225 postavili Římané obrannou hradbu. Londýnská hradba přežila dalších 1600 let a dlouho vymezovala obvod starého města Londýna. Londinium bylo hlavním obchodním centrem provincie Britannia až do svého opuštění v 5. století. Přesné dějiny opuštění jsou v mlze, zřejmě bylo postupné, archeologové našli důkazy, že malý počet bohatých rodin pokračoval v římském životním stylu až do poloviny 5. století – obývaly villy v jihovýchodním cípu města a dovážely nadále luxusní zboží. Jisté je, že na konci 5. století bylo město již neobydlenou ruinou. Pozdější saská osada Lundenwic nebyla uvnitř římských hradeb, ale na západ od nich, v Aldwychi. Teprve po vikingské invazi do Anglie král Alfréd Veliký přesunul osadu zpět do bezpečí římských hradeb a dal jí jméno Lundenburh. Původ římského názvu Londinium je neznámý. Historia Regum Britanniae ze 12. století ho odvozuje od mytického zakladatele jménem Lud.